# Новокаоліновий
Новокаоліновий (рос. Новокаолиновый) — селище у Карталинському районі Челябінської області Російської Федерації.
Входить до складу муніципального утворення Єленинське сільське поселення. Населення становить 1373 особи (2010).

## Історія
Від 4 листопада 1924 року належить до Карталинського району Челябінської області.
Згідно із законом від 17 вересня 2004 року органом місцевого самоврядування є Єленинське сільське поселення.

## Населення
| 2002 | 2010  |
| ---- | ----- |
| 1420 | ↘1373 |